# Lubsko Hynków
Lubsko Hynków – zamknięty i zlikwidowany kolejowy przystanek osobowy na linii kolejowej nr 365 w mieście Lubsko, w powiecie żarskim w województwie lubuskim, w Polsce.